# Округ Спотсилвејнија (Вирџинија)
Спотсилвејнија (енгл. Spotsylvania County) је округ у америчкој савезној држави Вирџинија.

## Демографија
По попису из 2010. године број становника је 122.397, што је 32.002 (35,4%) становника више него 2000. године.
| Група             | 2000.          | 2010.          |
| Белци             | 73.546 (81,4%) | 88.077 (72,0%) |
| Афроамериканци    | 11.255 (12,5%) | 18.671 (15,3%) |
| Азијати           | 1.243 (1,4%)   | 2.825 (2,3%)   |
| Хиспаноамериканци | 2.536 (2,8%)   | 9.278 (7,6%)   |
| Укупно            | 90.395         | 122.397        |